# Dorfkirche Unterkatz

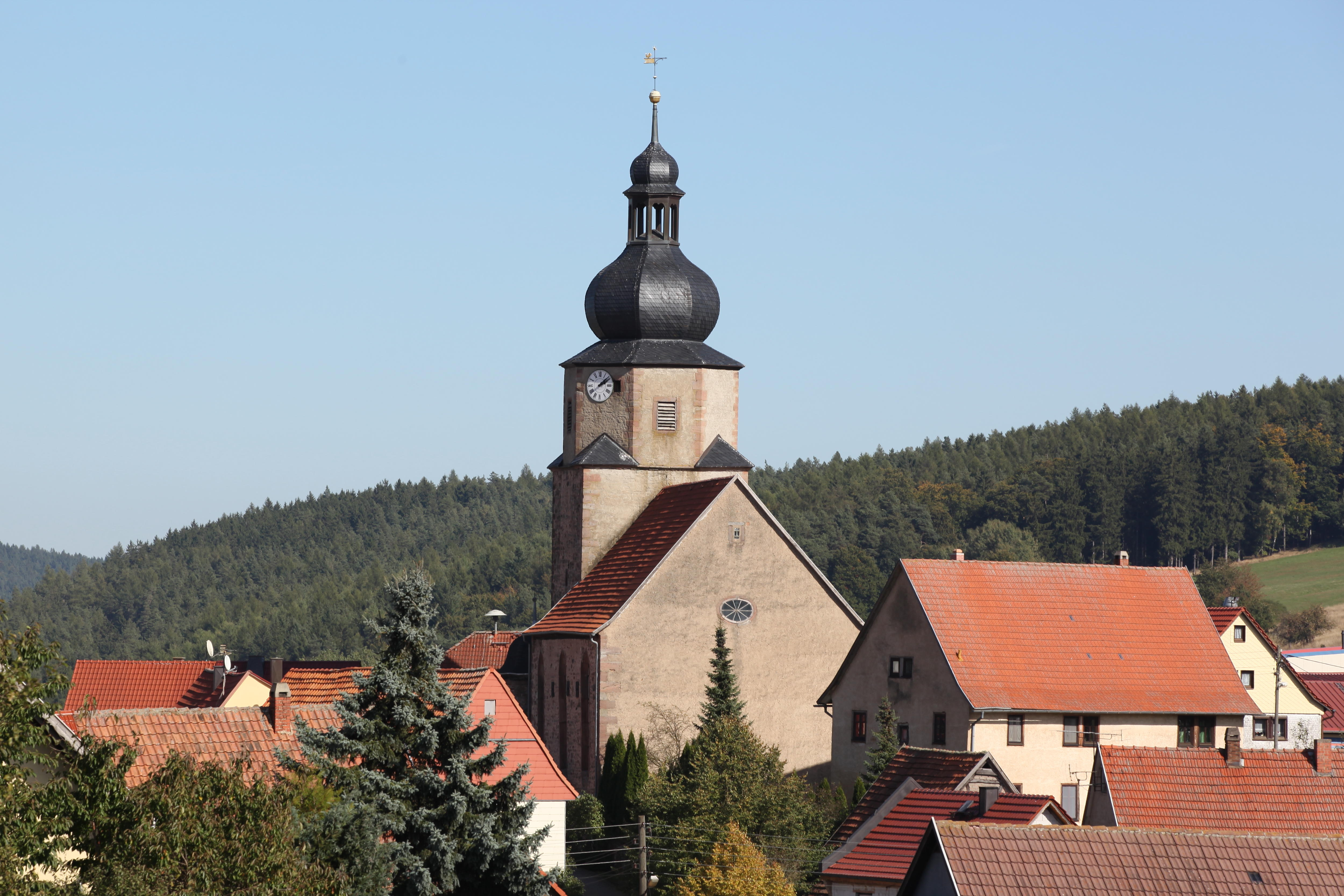
Die Kirche

Die evangelisch-lutherische Dorfkirche  Unterkatz steht im Ortsteil Unterkatz der Stadt Wasungen im Landkreis Schmalkalden-Meiningen in Thüringen.

## Geschichte
Nach der Reformation 1544 wurde die Urpfarrei Unterkatz neu gegliedert. Die Pfarrei Unterkatz wurde verkleinert. Nach den Menschenverlusten im Dreißigjährigen Krieg war die Gegend um Unterkatz fast menschenleer. So verkleinerte sich die Urpfarrei.
Nach Einführung der Reformation wurden die Dörfer vollständig evangelisch. Die Kirche in Unterkatz ist eine Hauptkirche. Sie bietet 300 Personen Platz. Zudem ist sie als Wehrkirche mit Mauerumwehrung gebaut worden. Sie umfasst sogar das Pfarrhaus, den ehemaligen Friedhof und das Schulgebäude. Die Orgel wurde bereits 1656 angeschafft. Sie ist nach einer Restaurierung seit dem Jahr 2018 wieder bespielbar. Die Kanzel trägt kleine Apostelfiguren. Eindrucksvoll ist die vorhandene Mosefigur.